# Rachid Ourak
Pas d'image ? Cliquez ici

a Compétitions nationales et continentales officielles uniquement.

b Matchs officiels uniquement.
Dernière mise à jour le 26 juin 2011.
Rachid Ourak, né le 31 août 1977 à Orange dans le Vaucluse, est un joueur international algérien qui évolue au poste d'arrière ou ailier.

## Carrière
- jusqu'en 2001 : Châteauneuf-Orange RC
- 2001-2006 : RC Toulon
- 2006-2007 : ES Saint-Saturnin
- 2007-2009 : RC Carqueiranne-Hyères
- depuis 2010 : US La Seyne

## Palmarès
- Vainqueur du championnat de France de Pro D2 en 2005

## En équipe nationale
- Sélections en équipe de France amateurs
- Sélection en équipe d'Algérie en 2007[2].